# Paulinyi Jenő
Paulinyi Jenő (Ruttka, 1907. január 21. – Újvidék, 1972. július 8.)  magyar testnevelő tanár, atléta-mesteredző.

## Életpályája
A családja Szlovákiából költözött Rákosligetre. Édesapja tanító volt. Atléta pályafutását 1922-ben egy mezeifutó versenyen kezdte. Ezután a vas utcai felsőkereskedelmi iskola tanulójaként középiskolai válogatott volt. A katona évei után újra atletizált. A tízpróba lett a versenyszáma. Egy tokszalag-szakadás után kénytelen volt befejezni sportolói pályafutását.  
Edzőként 1928-tól tevékenykedett. Újraszervezte a Rákosligeti AC-t. Itt volt a tanítványa Remecz József diszkoszvető olimpikon. Emellett testnevelő tanárként a Vas utcai iskolában dolgozott. A második világháború után az MTK-nál majd a BEAC-nál trénerkedett. A budapesti Petőfi Gimnáziumban (1951–1968) vezető tanárként élénk sportéletet teremtett az 1950-es évek végén. Később az Újpstnél, a BVSC-nél, majd a Vasasnál (1964–) foglalkozott az atléták nevelésével.  
Tanítványai között olimpiai és világbajnokok is vannak, akik országos és budapesti középiskolai bajnokságon egyéni és csapatversenyeken 29 alkalommal értek el első helyezést. 
1972-ben Jugoszláviában hunyt el, egy gépkocsi-balesetben szerzett sérülései következtében.

## Családja
1954-ben között házasságot. 2019-ben hunyt el özvegye, Paulinyi Jenőné született Hazucha Zsuzsanna, aki szintén jeles atléta volt.  Fiuk Paulinyi Péter.

## Neves tanítványai
- Remecz József
- Iharos Sándor
- Róka Antal
- Neszmélyi Vera
- Csányi Zoltán
- Soós Klára
- Retezár Imre
- Szalma László[3]

## Díjai, elismerései
- Mesteredző (1964)
- Magyar népköztársasági sportérdemérem, arany fokozat (1968)[4]

## Emlékezete
- Sírja Budapesten, a Farkasréti temetőben található.
- Emlékét őrzi a Paulinyi Jenő emlékverseny, amelyet 1974 óta évente rendeznek meg, főleg a 20 év alatti atléták számára. (2019-ben már a 46. alkalommal rendezték meg, ezúttal az Ikarus-pályán).[5]